# Spectrale classificatie van sterren

Sterren van verschillende spectrale typen

Spectrale classificatie van sterren - classificatie van sterren volgens de kenmerken van hun spectra (i.e. bepaling van hun spectraalklasse). De spectra van sterren variëren sterk, hoewel de meeste continu zijn met absorptielijnen en soms emissielijnen. De moderne spectrale classificatie bestaat uit twee parameters: de vorm van het spectrum, dat voornamelijk afhangt van de temperatuur, wordt beschreven door het spectraaltype en de helderheid van een ster wordt beschreven door de helderheidsklasse. Ook kan bij de classificatie rekening worden gehouden met aanvullende kenmerken van het spectrum.
De belangrijkste spectrale klassen van sterren in afnemende volgorde van temperatuur, van blauwer naar roder - O, B, A, F, G, K, M. De meeste sterren, inclusief de zon, behoren tot deze spectrale klassen, maar er zijn andere klassen: bijvoorbeeld L, T, Y voor bruine dwergen of C, S voor koolstof- en S-type sterren. De belangrijkste spectrale klassen zijn onderverdeeld in subklassen, aangegeven met een cijfer achter de aanduiding van de klasse, van 0 tot 9 (behalve O, waarvan de subklassen van 2 tot 9) zijn in volgorde van afnemende temperatuur. Klassen van sterren met hogere temperaturen worden gewoonlijk vroege, lagere temperaturen - later genoemd.
Sterren van hetzelfde spectraaltype kunnen verschillende lichtsterkten hebben. In dit geval zijn de spectrale klassen en helderheid niet willekeurig verdeeld: er is een bepaald verband tussen hen, en in het diagram de spectrale klasse - de absolute helderheid, de sterren zijn gegroepeerd in afzonderlijke regio's, die elk overeenkomen met de helderheid klas. Lichtsterkteklassen worden aangeduid met Romeinse cijfers van I tot VII, van helderder tot zwakker. De lichtkracht van een ster heeft enig effect op de vorm van zijn spectrum, zodat er verschillen zijn tussen de spectra van sterren van dezelfde spectraalklasse en verschillende lichtkrachtklassen.
Spectrale kenmerken die niet in deze classificatie passen, worden meestal aangeduid met extra symbolen. De aanwezigheid van emissielijnen wordt bijvoorbeeld aangegeven met de letter e en bijzondere spectra worden aangegeven met de letter p.